# Kanton Lanta
Lanta is een voormalig kanton van het Franse departement Haute-Garonne. Het kanton maakte deel uit van het arrondissement Toulouse. Het werd opgeheven bij decreet van 13 februari 2014 met uitwerking op 22 maart 2015.

## Gemeenten
Het kanton Lanta omvatte de volgende gemeenten:
- Aigrefeuille
- Aurin
- Bourg-Saint-Bernard
- Lanta (hoofdplaats)
- Lauzerville
- Préserville
- Sainte-Foy-d'Aigrefeuille
- Saint-Pierre-de-Lages
- Tarabel
- Vallesvilles